# Méthode de Broyden-Fletcher-Goldfarb-Shanno
En mathématiques, la méthode de Broyden-Fletcher-Goldfarb-Shanno (BFGS) est une méthode permettant de résoudre un problème d'optimisation non linéaire sans contraintes.
La méthode BFGS est une solution souvent utilisée lorsque l'on veut un algorithme à directions de descente.
L'idée principale de cette méthode est d'éviter de construire explicitement la matrice hessienne et de construire à la place une approximation de l'inverse de la dérivée seconde de la fonction à minimiser, en analysant les différents gradients successifs. Cette approximation des dérivées de la fonction conduit à une méthode quasi-Newton (une variante de la méthode de Newton) de manière à trouver le minimum dans l'espace des paramètres.
La matrice hessienne n'a pas besoin d'être recalculée à chaque itération de l'algorithme. Cependant, la méthode suppose que la fonction peut être approchée localement par un développement limité quadratique autour de l'optimum.

## Base
Le but est de minimiser {\displaystyle f(\mathbf {x} )}, avec {\displaystyle \mathbf {x} \in \mathbb {R} ^{n}} et {\displaystyle f} une fonction différentiable à valeurs réelles.
La recherche de la direction de descente {\displaystyle \mathrm {p} _{k}} à l'étape {\displaystyle k} est donnée par la solution de l'équation suivante, équivalente à l'équation de Newton :
{\displaystyle \mathrm {B} _{k}\mathbf {p} _{k}=-\nabla f(\mathbf {x} _{k})}
où {\displaystyle B_{k}} est une approximation de la matrice Hessienne à l'étape {\displaystyle k}, et {\displaystyle \nabla f(\mathbf {x} _{k})} est le gradient de {\displaystyle f} évalué en {\displaystyle \mathrm {x} _{k}}.
Une recherche linéaire dans la direction {\displaystyle \mathrm {p} _{k}} est alors utilisée pour trouver le prochain point {\displaystyle \mathrm {x} _{k+1}}.
Plutôt que d'imposer de calculer {\displaystyle B_{k+1}~} comme la matrice Hessienne au point {\displaystyle \mathrm {x} _{k+1}}, la hessienne approchée à l'itération {\displaystyle k} est mise à jour en ajoutant deux matrices :
{\displaystyle \mathrm {B} _{k+1}=\mathrm {B} _{k}+\mathrm {U} _{k}+\mathrm {V} _{k}}
où {\displaystyle \mathrm {U} _{k}} et {\displaystyle \mathrm {V} _{k}} sont des matrices symétriques de rang 1 mais ont des bases différentes. Une matrice est symétrique de rang 1 si et seulement si elle peut s'écrire sous la forme {\displaystyle cAA^{T}}, où {\displaystyle A} est une matrice colonne et {\displaystyle c} un scalaire.
De manière équivalente, {\displaystyle \mathrm {U} _{k}} et {\displaystyle \mathrm {V} _{k}} produisent une matrice de mise à jour de rang 2 qui est robuste vis-à-vis des problèmes d'échelle qui pénalisent souvent les méthodes de gradient (comme la méthode de Broyden, l'analogue multidimensionnel de la méthode de la sécante). Les conditions imposées pour la mise à jour sont :
{\displaystyle \mathrm {B} _{k+1}(\mathbf {x} _{k+1}-\mathbf {x} _{k})=\nabla f(\mathbf {x} _{k+1})-\nabla f(\mathbf {x} _{k})}.

## Algorithme
À partir d'une valeur initiale {\displaystyle {\textbf {x}}_{0}} et une matrice Hessienne approchée {\displaystyle \mathrm {B} _{0}} les itérations suivantes sont répétées jusqu'à ce que {\displaystyle {\textbf {x}}} converge vers la solution.
1. Trouver {\displaystyle \mathbf {p} _{k}} en résolvant : {\displaystyle \mathrm {B} _{k}\mathbf {p} _{k}=-\nabla f(\mathbf {x} _{k})}.
2. Effectuer une recherche linéaire pour trouver le pas optimal {\displaystyle \alpha _{k}} dans la direction trouvée dans la première partie, et ensuite mettre à jour {\displaystyle \mathbf {x} _{k+1}=\mathbf {x} _{k}+\alpha _{k}\mathbf {p} _{k}=\mathbf {x} _{k}+\mathbf {s} _{k}}.
3. {\displaystyle \mathbf {y} _{k}=\nabla f(\mathbf {x} _{k+1})-\nabla f(\mathbf {x} _{k})}.
4. {\displaystyle \mathrm {B} _{k+1}=\mathrm {B} _{k}+(\mathbf {y} _{k}\mathbf {y} _{k}^{\top })/(\mathbf {y} _{k}^{\top }\mathbf {s} _{k})-(\mathrm {B} _{k}\mathbf {s} _{k}\mathbf {s} _{k}^{\top }\mathrm {B} _{k})/(\mathbf {s} _{k}^{\top }\mathrm {B} _{k}\mathbf {s} _{k})}.

La fonction {\displaystyle f(\mathbf {x} )} est la fonction à minimiser. La convergence peut être testée en calculant la norme du gradient, {\displaystyle \left|\nabla f(\mathbf {x} _{k})\right|}. En pratique, {\displaystyle \mathrm {B} _{0}} peut être initialisé avec {\displaystyle \mathrm {B} _{0}=\mathrm {I} }, et la première itération sera alors équivalente à celle de l'algorithme du gradient, mais les autres itérations le raffineront de plus en plus grâce à {\displaystyle \mathrm {B} }, l'approximation de la hessienne.
On peut calculer l'intervalle de confiance de la solution à partir de l'inverse de la matrice hessienne finale.